# Ли Ён Сам
Ли Ён Сам (кор. 리영삼, 22 августа 1972) — северокорейский борец вольного стиля, бронзовый призёр летних Олимпийских игр 1996 года, призёр Азиатских игр, многократный чемпион Азии.

## Спортивная карьера
В конце июля 1996 года на Олимпийских играх в Атланте завоевывает бронзовую награду. В полуфинале чисто уступил Кендаллу Кроссу из США, а в схватке за третье место победил Харуна Догана из Турции. В середине декабря 1998 года в Бангкоке, победив в финале Оюунбилэгийна Пурэвбаатара из Монголии, одержал победу на Азиатских играх. В конце сентября 2000 года на Олимпийских играх в Сиднее занял 11 место. Победив в первой схватке Андрея Фашанека из Словакии, во второй уступил Давиду Погосяну из Грузии и выбыл из дальнейших соревнований в турнире.